# 12932 Conedera
12932 Conedera (1999 TC12) là một tiểu hành tinh vành đai chính được phát hiện ngày 10 tháng 10 năm 1999 bởi S. Sposetti ở Gnosca.